# Celastrus strigillosa
Celastrus strigillosa là một loài thực vật có hoa trong họ Dây gối. Loài này được Nakai mô tả khoa học đầu tiên.